# جاش تتریک
جاش تتریک (انگلیسی: Josh Tetrick; march ۲۳, ۱۹۸۰ (۴۴ سال) – ) تاجر اهل ایالات متحده آمریکا است.
وی همچنین برندهٔ جوایزی همچون برنامه فولبرایت شده‌است.